# العلاقات الفلسطينية الزيمبابوية
العلاقات الفلسطينية الزيمبابوية هي العلاقات السياسية والاقتصادية التي تربط بين دولة فلسطين وزيمبابوي. تمتلك دولة فلسطين سفارة لها في الزيمبابوية هراري، بينما يقتصر التمثيل الزيمبابوي لدى فلسطين على سفير فوق العادة ومفوض غير مقيم.

## التاريخ
أسست منظمة التحرير الفلسطينية مكتبًا لها في زيمبابوي في عام 1983، وكان علي حليمة أول ممثل لها.
اعترفت زيمبابوي بدولة فلسطين في 29 نوفمبر 1988، كما قال الرئيس روبرت موغابي في خطابه أمام الجمعية العامة في 22 سبتمبر 2011: "تؤيد بلادي حق شعب فلسطين الباسل في إقامة دولته والانضمام إلى هذه المنظمة الأممية."
في 23 مارس 2023، وقعت 4 مذكرات للتعاون بين البلدين، حيث تضمنت التعاون في مجالات المشاورات السياسية والدبلوماسية، والتعليم العالي والبحث العلمي، المجال الزراعي والتعاون التنموي وتأسيس برامج تعاون مشتركة بين الوكالة الفلسطينية للتعاون الدولي وزيمبابوي.

### تبادل السفراء

#### سفراء زيمبابوي
في 6 يناير 2019، سلّم كريستوفر مابانغا أوراق اعتماده في القاهرة إلى الرئيس الفلسطيني محمود عباس سفيرًا فوق العادة ومفوضًا غير مقيم لزيمبابوي لدى دولة فلسطين.
في 28 مارس 2023، سلّم ألفريد موتيوازوكا أوراق اعتماده في مقر الرئاسة الفلسطينية إلى الرئيس محمود عباس سفيرًا فوق العادة ومفوضًا غير مقيم لزيمبابوي لدى دولة فلسطين.